# Kanton Villeneuve
Kanton Villeneuve (francouzsky Canton de Villeneuve) je francouzský kanton v departementu Aveyron v regionu Midi-Pyrénées. Tvoří ho 10 obcí.

## Obce kantonu
- Ambeyrac
- La Capelle-Balaguier
- Montsalès
- Ols-et-Rinhodes
- Sainte-Croix
- Saint-Igest
- Saint-Rémy
- Salvagnac-Cajarc
- Saujac
- Villeneuve